# ژان سیلوان بیی
ژان سیلوان بَیی (فرانسوی: Jean Sylvain Bailly‎; ۱۵ سپتامبر ۱۷۳۶ – ۱۲ نوامبر ۱۷۹۳) سیاست‌مدار، اخترشناس، ریاضی‌دان و فراماسون اهل فرانسه بود.
وی که از رهبران ابتدایی انقلاب فرانسه از سال ۱۷۸۹ تا ۱۷۹۱ شهردار پاریس بود در سال ۱۷۹۳ به خیانت متهم شد و پس از دستگیری در ژوئیه ۱۷۹۳ در ۱۴ اکتبر به دادگاه برای شهادت علیه ماری آنتوانت احضار شد اما وی نپذیرفت، در نوامبر ۱۷۹۳ دادگاه انقلابی وی را به اعدام محکوم کرد و در ۱۲ نوامبر در میدان شان دو مارس با گیوتین اعدام شد.